# 33 FC Boedapest
33 FC Boedapest is een Hongaarse voetbalclub uit Boedapest. De club speelde 28 seizoenen in de Hongaarse hoogste divisie. 

## Geschiedenis
De club werd in 1900 opgericht en startte in 1901 in de tweede divisie van de gloednieuwe Hongaarse competitie, die aanvankelijk enkel toegankelijk was voor clubs uit Boedapest. De club werd kampioen en promoveerde naar de hoogste afdeling. De club eindigde enkele seizoenen in de middenmoot en degradeerde in 1907. 
Het volgende seizoen werd de club weer kampioen, maar dit jaar was er geen rechtstreekse promotie, maar moesten de tweedeklassers een barrage spelen tegen de eersteklassers. 33 FC verloor van Typographia SC. Het volgende seizoen werd de club vicekampioen achter Nemzeti SC, maar in 1910 werden ze opnieuw kampioen. De club speelde tot 1921 in de hoogste divisie maar speelde meestal in de middenmoot en eindigde de laatste twee seizoenen zelfs laatste. De club keerde eenmalig terug in 1923/24 en daarna opnieuw in 1925. 
Bij de invoering van het profvoetbal in Hongarije in 1926 nam de club de naam Budai 33 aan en in 1930 werd dit Budai 11. In 1933 kon de club voor het eerst in de top vijf eindigen. In 1938 degradeerde de club opnieuw en slaagde er nu niet meer in terug te keren naar de hoogste klasse. 
Na de Tweede Wereldoorlog greep de club terug naar de oorspronkelijke naam 33 FC. In 1958 werd de club ontbonden, maar in 2011 werd ze heropgericht. 

## Naamsveranderingen
- 1900-1926 : 33 FC
- 1926-1930 : Budai 33
- 1930-1945 : Budai 11
- 1945-1949 : 33 FC